# Münchweiler an der Rodalb
Münchweiler an der Rodalb é um município da Alemanha localizado no distrito de Südwestpfalz, estado da Renânia-Palatinado.
Pertence ao Verbandsgemeinde de Rodalben.